# Canoagem nos Jogos Olímpicos de Verão de 2012 - Slalom C-2 masculino
A competição do slalom C-2 masculino da canoagem nos Jogos Olímpicos de Verão de 2012 realizou-se nos dias 30 de julho, com a fase eliminatória, e 2 de agosto nas fases semifinal e final, no Lee Valley White Water Centre.

## Medalhistas
| Ouro   | GBR Timothy Baillie e Etienne Stott         |
| Prata  | GBR David Florence e Richard Hounslow       |
| Bronze | SVK Pavol Hochschorner e Peter Hochschorner |

## Resultados
| Pos.              | Canoístas                                   | Preliminar | Preliminar | Preliminar | Preliminar | Preliminar | Preliminar | Semifinal   | Semifinal   | Semifinal   | Final       | Final       | Final       |
| Pos.              | Canoístas                                   | Descida 1  | Pen.       | Descida 2  | Pen.       | Melhor     | Ordem      | Tempo       | Pen.        | Ordem       | Tempo       | Pen.        | Ordem       |
| ----------------- | ------------------------------------------- | ---------- | ---------- | ---------- | ---------- | ---------- | ---------- | ----------- | ----------- | ----------- | ----------- | ----------- | ----------- |
| Medalha de ouro   | GBR Timothy Baillie e Etienne Stott         | 100.44     | 0          | 102.79     | 4          | 100.44     | 4          | 110.78      | 0           | 6           | 106.41      | 0           | 1           |
| Medalha de prata  | GBR David Florence e Richard Hounslow       | 108.23     | 6          | 101.08     | 0          | 101.08     | 7          | 108.93      | 0           | 1           | 106.77      | 0           | 2           |
| Medalha de bronze | SVK Pavol Hochschorner e Peter Hochschorner | 97.52      | 0          | 98.60      | 2          | 97.52      | 2          | 109.04      | 2           | 2           | 108.28      | 2           | 3           |
| 4                 | FRA Gauthier Klauss e Matthieu Peche        | 96.98      | 2          | 151.03     | 50         | 96.98      | 1          | 109.27      | 0           | 3           | 109.17      | 2           | 4           |
| 5                 | POL Piotr Szczepański e Marcin Pochwała     | 105.58     | 6          | 101.00     | 2          | 101.00     | 5          | 109.81      | 0           | 4           | 110.51      | 2           | 5           |
| 6                 | CHN Hu Minghai e Shu Junrong                | 103.36     | 2          | 99.05      | 0          | 99.05      | 3          | 110.70      | 2           | 5           | 112.85      | 2           | 6           |
|                   |                                             |            |            |            |            |            |            |             |             |             |             |             |             |
| 7                 | CZE Jaroslav Volf e Ondřej Štěpánek         | 104.00     | 2          | 150.87     | 52         | 104.00     | 8          | 112.22      | 2           | 7           | Não avançou | Não avançou | Não avançou |
| 8                 | SLO Sašo Taljat e Luka Božič                | 102.82     | 2          | 101.08     | 2          | 101.08     | 6          | 113.50      | 2           | 8           | Não avançou | Não avançou | Não avançou |
| 9                 | CZE Vavřinec Hradilek e Stanislav Ježek     | 106.91     | 2          | DNS        | DNS        | 106.91     | 9          | 115.50      | 2           | 9           | Não avançou | Não avançou | Não avançou |
| 10                | AUS Kynan Maley e Robin Jeffery             | 113.96     | 6          | 107.47     | 4          | 107.47     | 10         | 162.14      | 52          | 10          | Não avançou | Não avançou | Não avançou |
|                   |                                             |            |            |            |            |            |            |             |             |             |             |             |             |
| 11                | GER David Schröder e Frank Henze            | 107.50     | 0          | 107.79     | 4          | 107.50     | 11         | Não avançou | Não avançou | Não avançou | Não avançou | Não avançou | Não avançou |
| 12                | USA Eric Hurd e Jeff Larimer                | 112.91     | 6          | 109.78     | 6          | 109.78     | 12         | Não avançou | Não avançou | Não avançou | Não avançou | Não avançou | Não avançou |
| 13                | ITA Niccolò Ferrari e Pietro Camporesi      | 120.64     | 10         | 111.55     | 0          | 111.55     | 13         | Não avançou | Não avançou | Não avançou | Não avançou | Não avançou | Não avançou |
| 14                | RUS Mikhail Kuznetsov e Dmitry Larionov     | 112.36     | 8          | 155.59     | 50         | 112.36     | 14         | Não avançou | Não avançou | Não avançou | Não avançou | Não avançou | Não avançou |

## Galeria

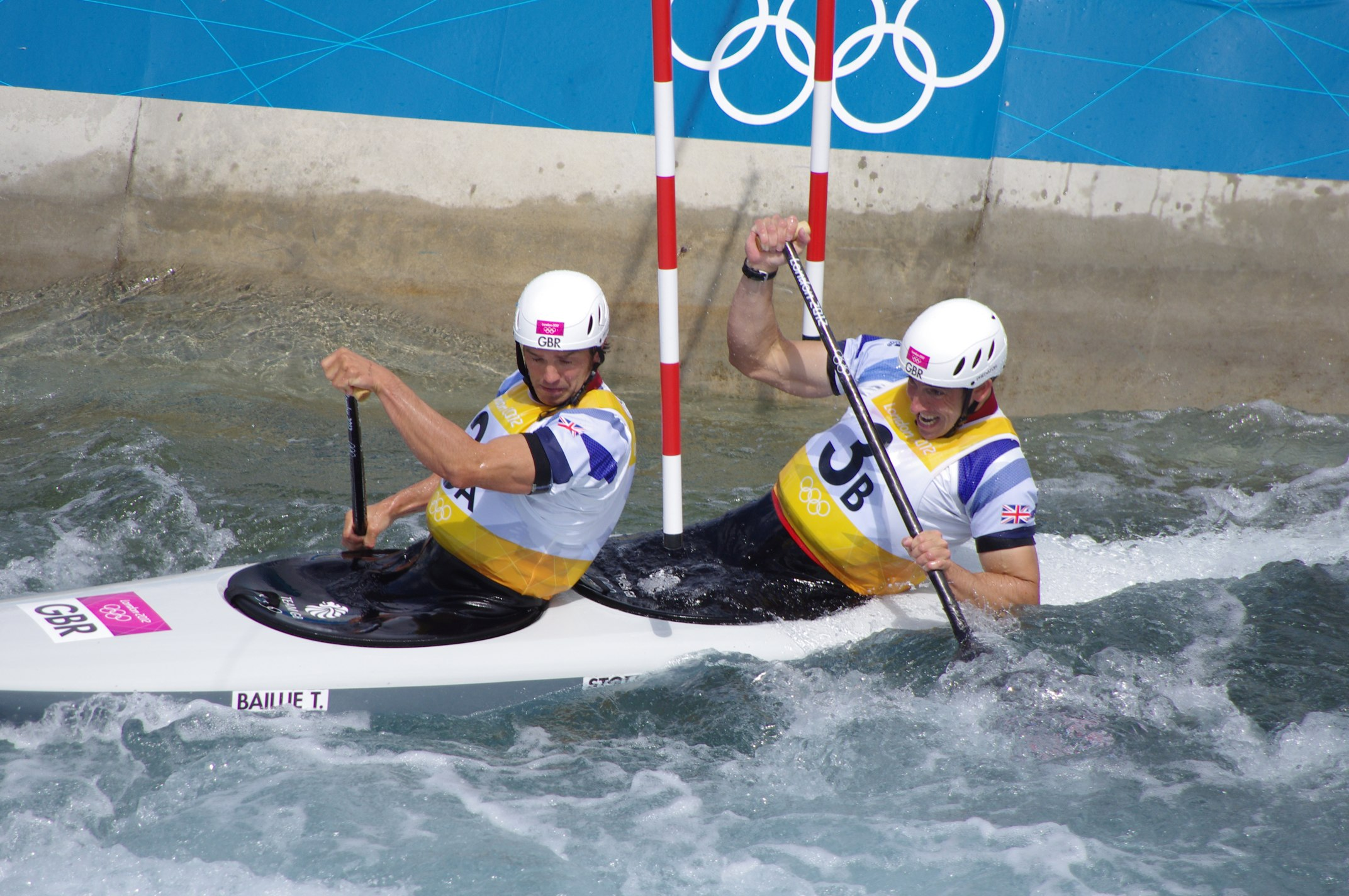
Timothy Baillie e Etienne Stott
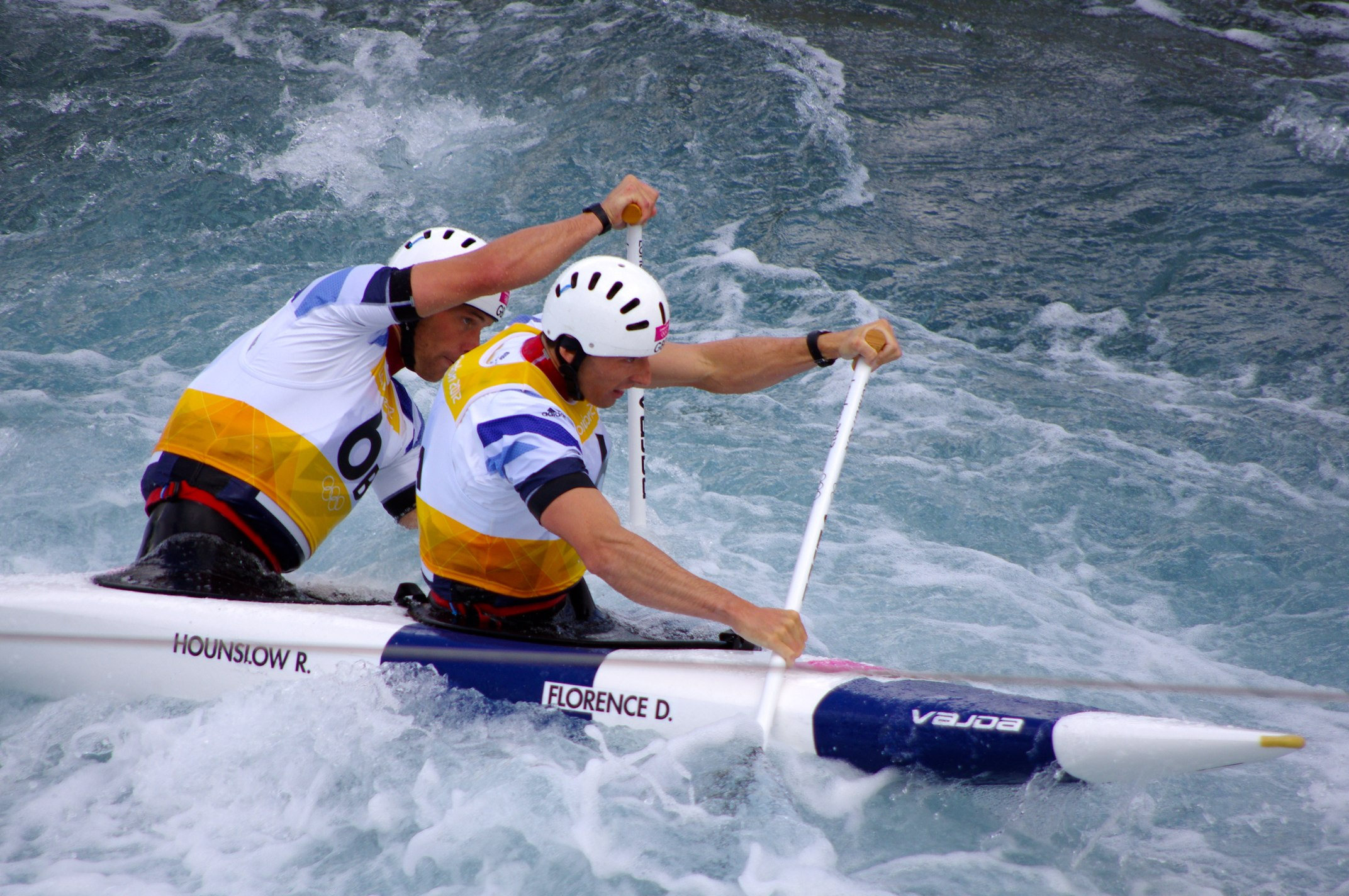
David Florence e Richard Hounslow
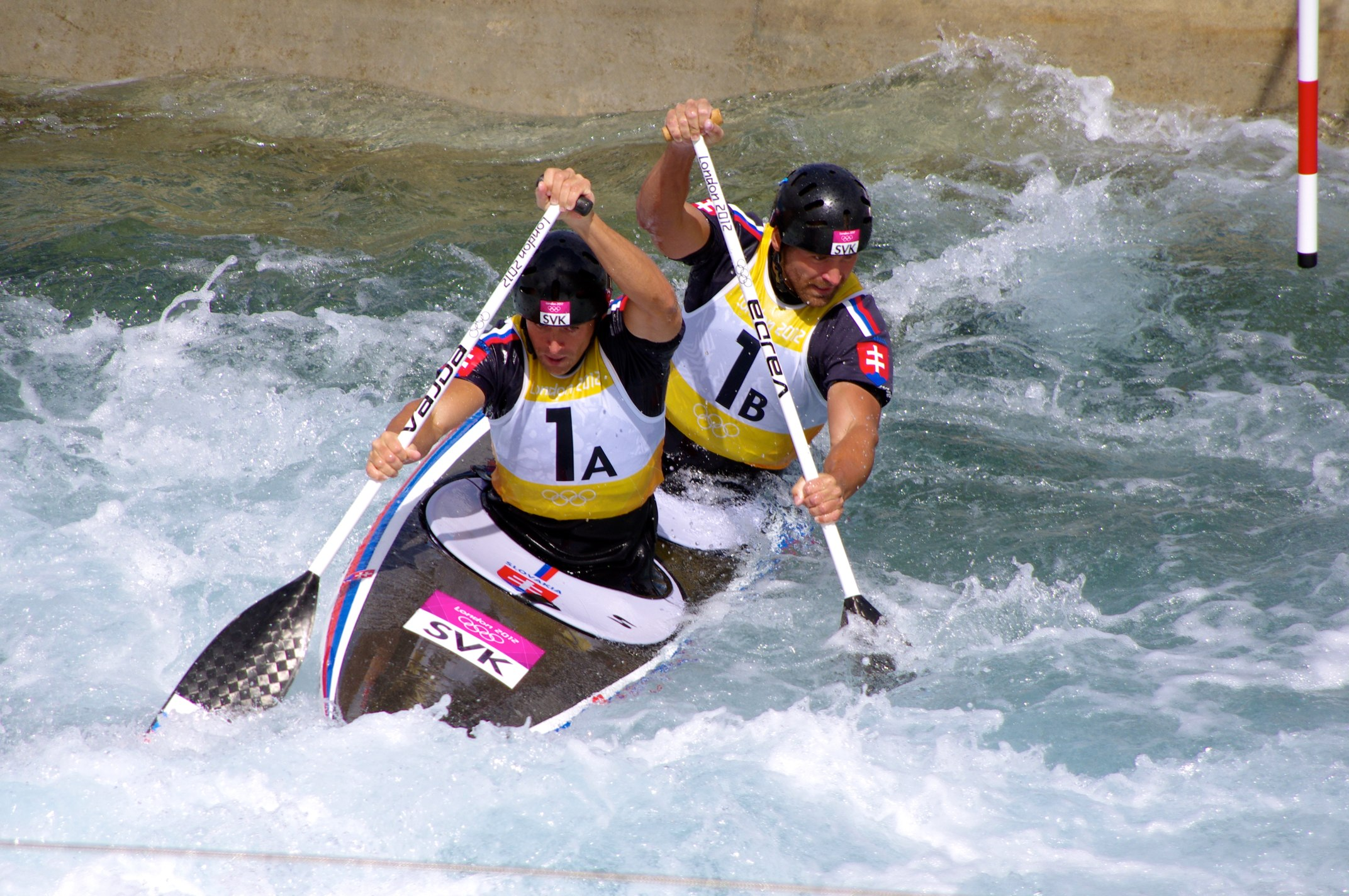
Pavol Hochschorner e Peter Hochschorner
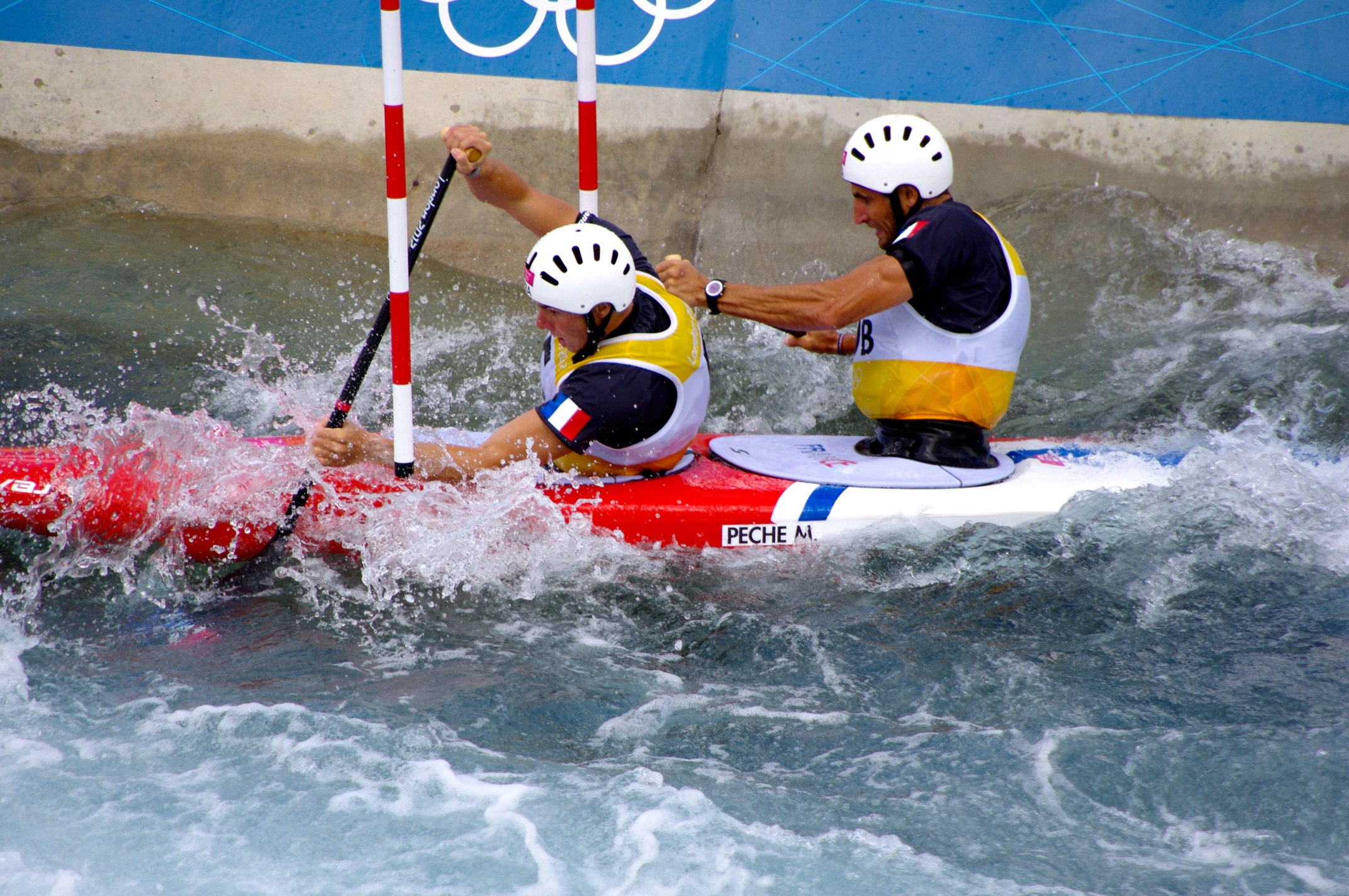
Gauthier Klauss e Matthieu Péché
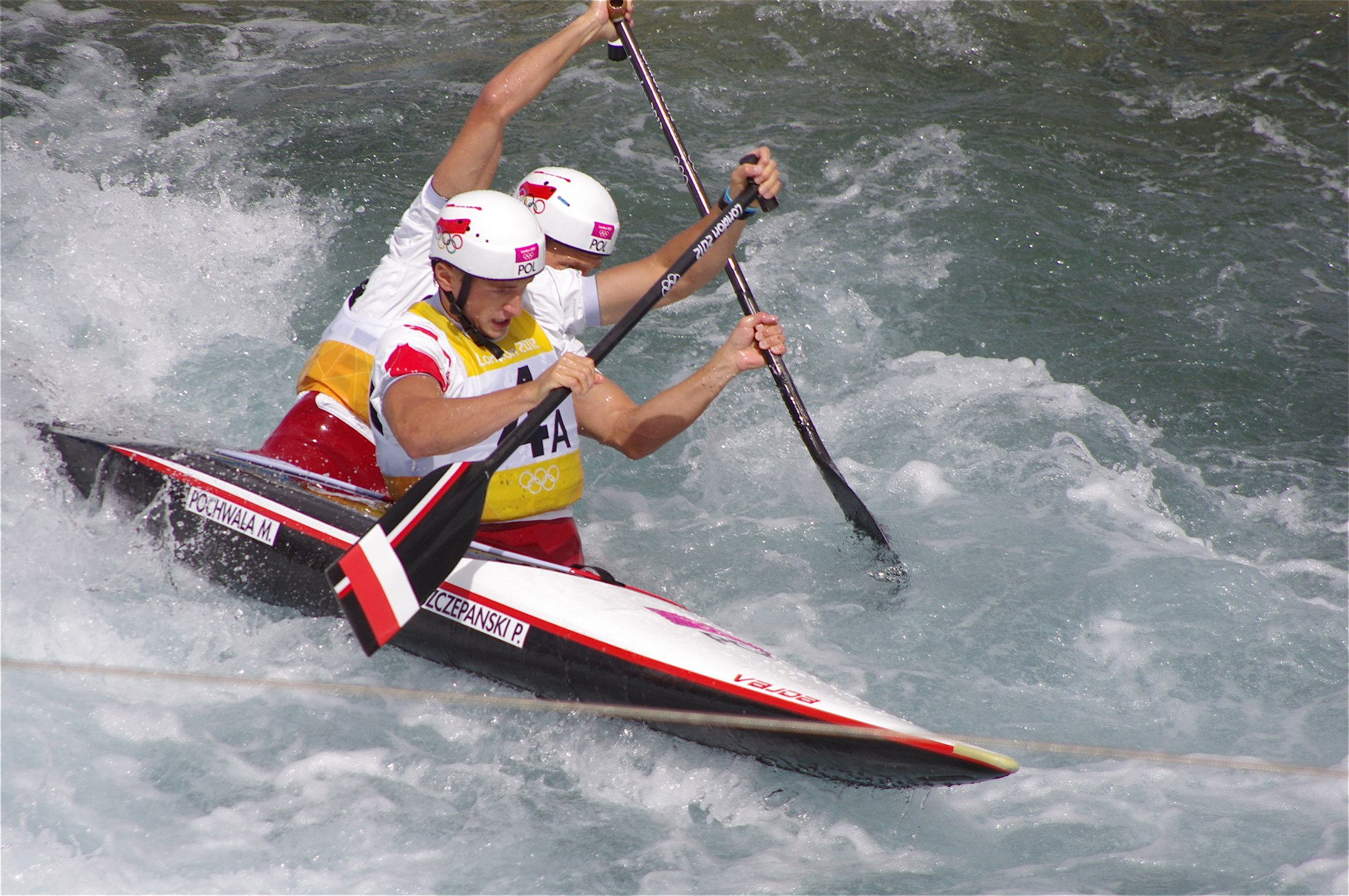
Piotr Szczepański e Marcin Pochwała
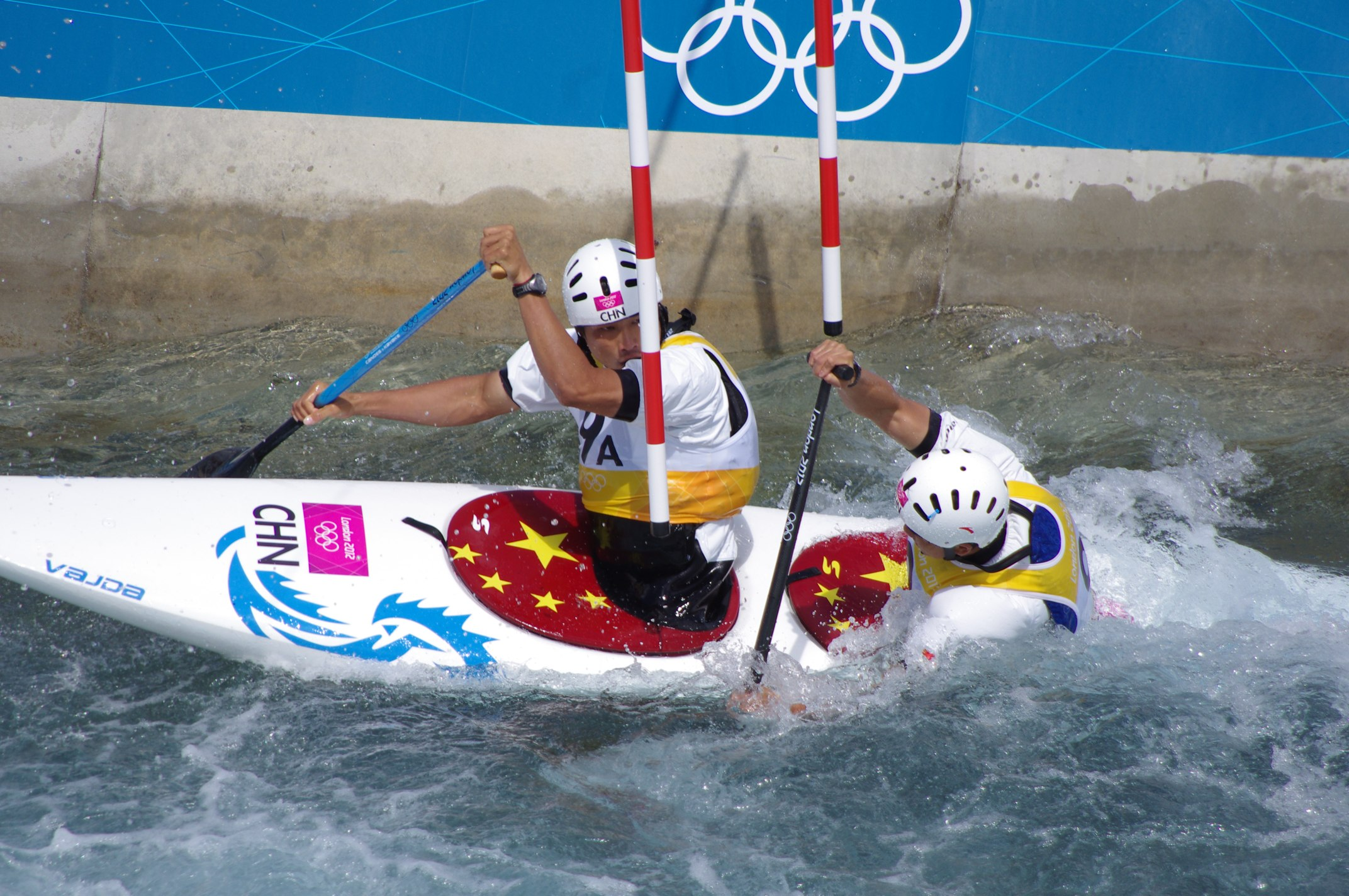
Hu Minghai e Shu Junrong
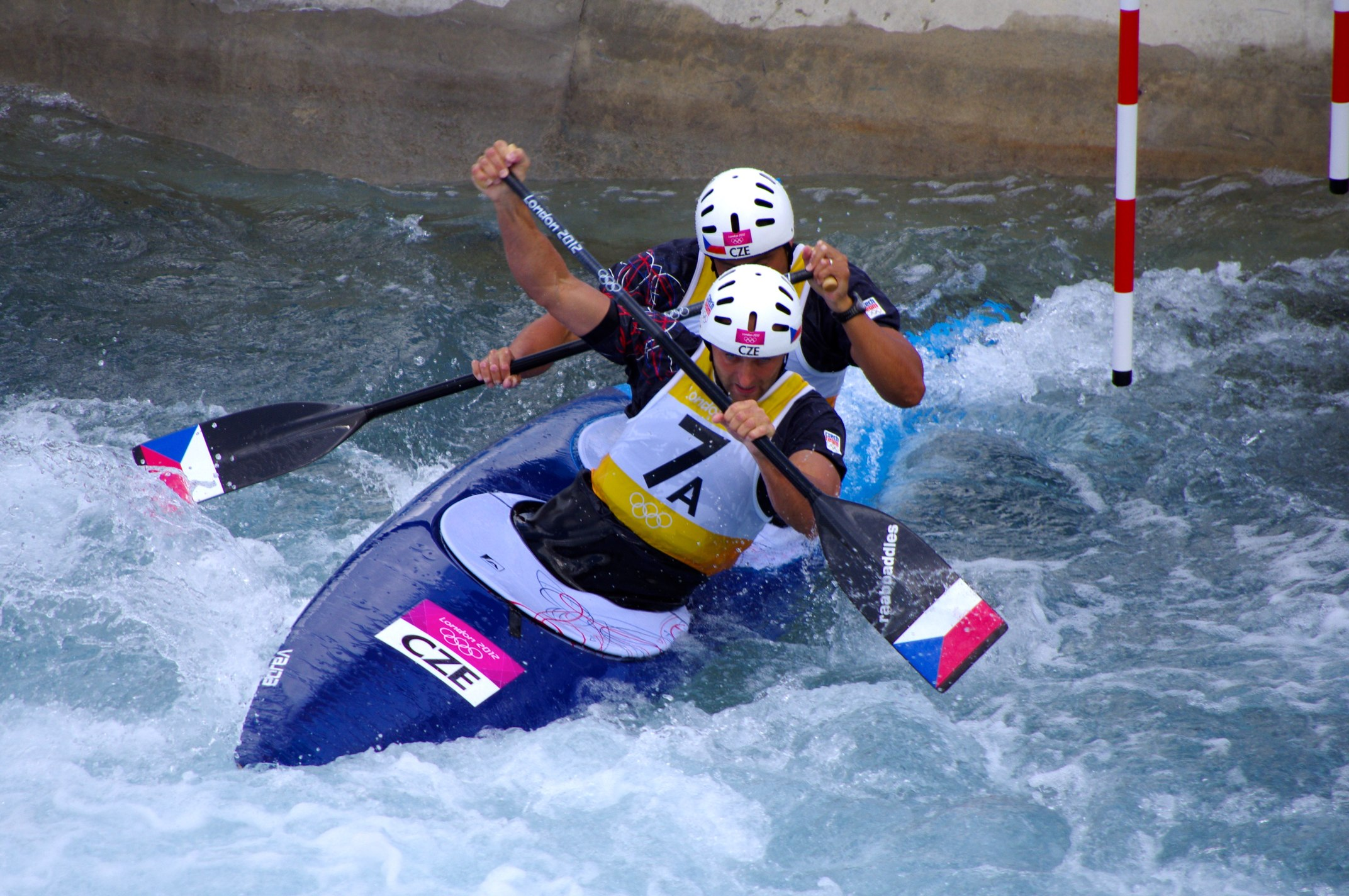
Jaroslav Volf e Ondřej Štěpánek
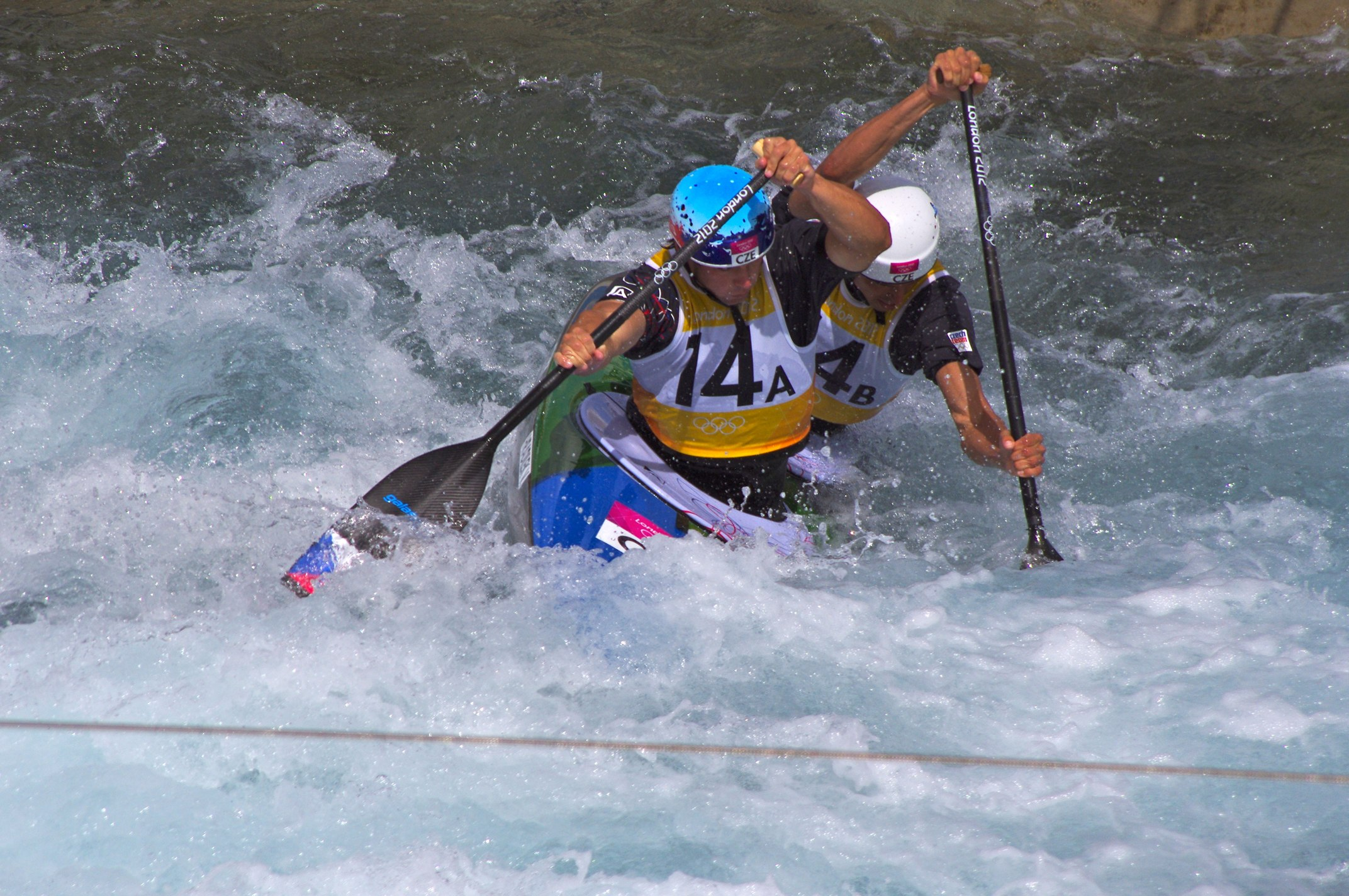
Vavřinec Hradilek e Stanislav Ježek
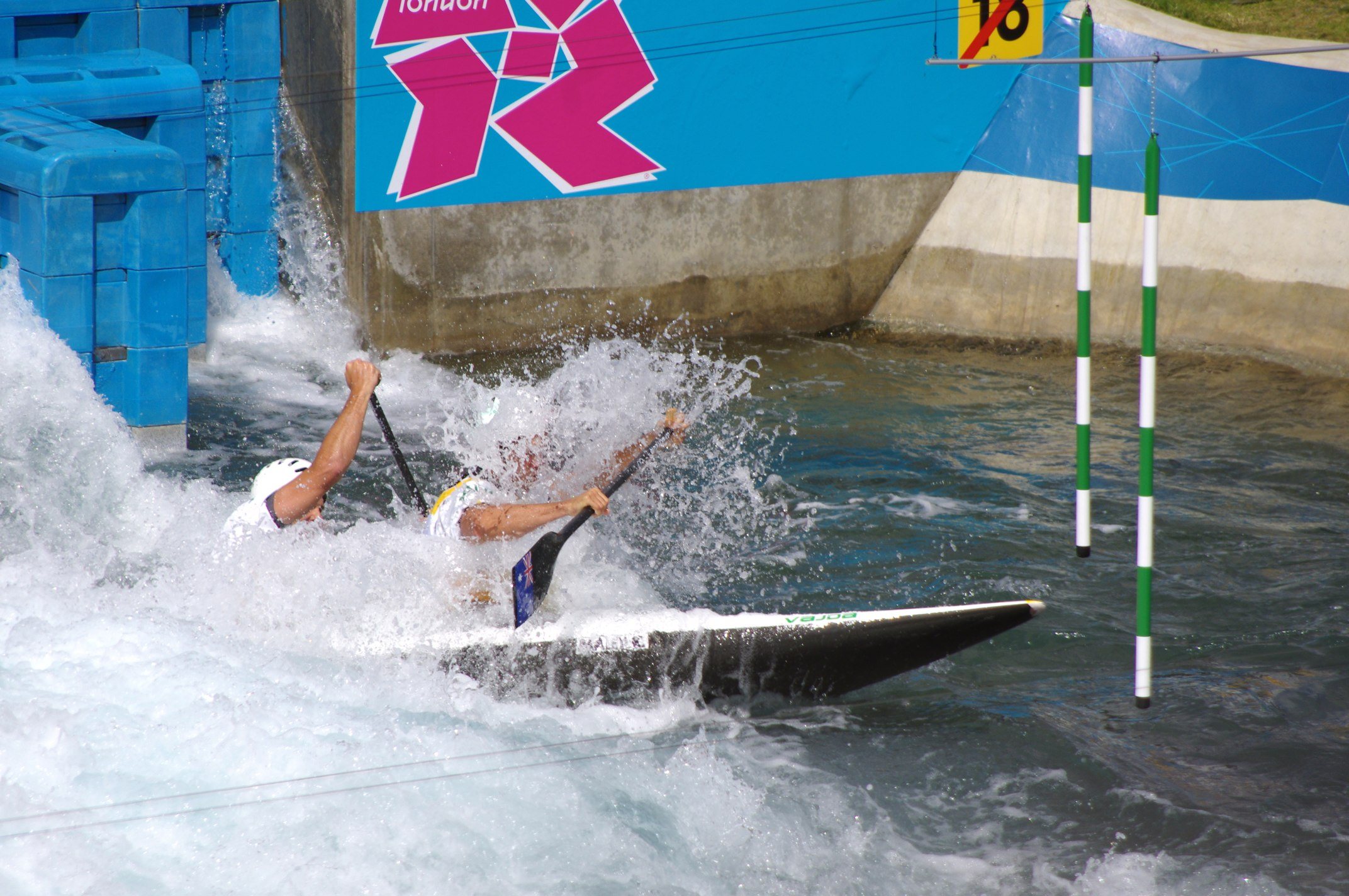
Kynan Maley e Robin Jeffery